# LibraryThing
LibraryThingとは書籍の目録と様々な種類のメタデータを保存・共有するためのソーシャルカタロギングウェブアプリケーションである。個人のみならず作家、図書館、出版社による利用がある。
本拠地はアメリカ合衆国メイン州ポートランドにある。ティム・スパルディングによって開発され、2005年8月29日に運用が開始された。2011年10月現在、140万人のユーザーと6600万冊の書籍が登録されている。

## 機能
主な機能はAmazon.comの6つのストアとZ39.50で接続した図書館からインポートしたデータに基づく書籍の目録作成である。Dublin Coreや機械可読目録で記録される。ユーザーはアメリカ議会図書館、オーストラリア国立図書館、カナダ国立図書館・文書館、大英図書館、エール大学を含む690の図書館の情報をインポートできる。それらの情報からの記録が無い場合はブランクフォームから書籍の情報を登録することができる。

### ソーシャル機能
ブックマークマネージャー「delicious」やと音楽サイト「Last.fm」と同期が可能である。類似する書籍目録サイトにはGoodreads、Shelfari、aNobii、 BookJetty、weReadがある。

## 株主
オンライン書店「AbeBooks」（現在Amazon傘下）が2006年5月にLibraryThingの株を40%買収した。買取金額が公表されていない。2009年1月ケンブリッジ・インフォメーション・グループも少数の株を獲得し、子会社のボーカーが図書館への公式配給元になった。

## 宣伝
2006年6月、LibraryThingがウォール・ストリート・ジャーナルの記事によりスラッシュドット効果に見舞われた。サイト開発者は増大するトラフィックのためにサーバーを増強した。同年12月、好みでない特定の書籍を元にお薦めの書籍を探す「UnSuggester」機能がスラッシュドットでより注目を集めた。

## 関連文献
- Wenzler, J. LibraryThing and the library catalog: adding collective intelligence to the OPAC. A Workshop on Next Generation Libraries. San Francisco State University CARL NITIG; September 7, 2007.